# Burchard von Meißen
Burchard von Meißen († 25. September 969) war seit 968 erster Bischof von Meißen.
Der aus dem Kloster Sankt Emmeram in Regensburg stammende Benediktiner und Burgkaplan Burchard wurde von Erzbischof Adalbert von Magdeburg in Magdeburg zum ersten Bischof von Meißen geweiht. Die zeitgenössischen Aussagen über den ersten Bischof von Meißen sind dürftig. Quellenmäßig gesichert ist nur sein Name, seine Weihe, sein Todestag und dass er das Meißner Domkapitel einrichtete. Die traditionelle, auf einen verloren gegangenen Bischofskatalog aus dem 15. Jahrhundert gestützte Überlieferung, wonach Burchard am 14. Juni 970 oder 972 beim Sturz von seinem Pferd zu Tode gekommen sei, wird heute als eine der zahlreichen Legende betrachtet, die infolge des geringen Wissens über den ersten Bischof durch die Geschichtsschreibung des 15. bis 19. Jahrhunderts verbreitet wurden. Sein Fest wird jedoch traditionell am 14. Juni begangen.
Die Umstände der Meißner Bistumsgründung ermöglichen jedoch eine Annäherung an die Persönlichkeit Burchards. Außerdem verweist sein Name „Burchard“ auf eine mögliche Verwandtschaft zu den Burchardingern, den Gosecker Grafen, den frühen Wettinern, Ekkehardinern und Liudolfingern. Diese sächsisch-thüringischen Geschlechter zählten zur Reichsaristokratie und verfügten über Herrschaftsrechte im Umfeld der Bistümer Zeitz, Merseburg und Meißen. Das bedeutet, dass bei einer Bischofswahl auch die Interessen des Adels und der lokalen Geistlichkeit berücksichtigt werden mussten.
Die Gründung eines Bistums war ein bedeutendes Ereignis in der Reichspolitik, bei dem unter anderem die bereits genannten adligen Familien ihre Beziehungen im gesamten Ostfrankenreich einsetzten und zu ihrem Vorteil nutzten. Ebenso spielte der König eine herausragende Rolle bei der Auswahl des Bischofs. Otto I. bevorzugte für die Besetzung neugeschaffener oder vakanter Bischofsstühle Vertraute aus seiner Hofhaltung oder aus seiner Hofkapelle, eine Praxis, die sich bereits bei den karolingischen Herrschern seit Karl den Großen nachweisen lässt. Deswegen nehmen einige Historiker an, dass Burchard vor seiner Wahl zum Bischof von Meißen in der ottonischen Hofkapelle diente. Diese Annahme kann allerdings nicht durch Quellen belegt werden.
Nach den Slawenfeldzügen 928/929 ließ der ostfränkische König Heinrich I. Meißen zur Burgstadt ausbauen. Vierzig Jahre später war Meißen bereits ein bedeutender Ort mit einem Flusshafen, in dem reger Handel betrieben und Zoll erhoben wurde.
Bei den Verhandlungen über die Gründung des Erzbistums Magdeburg, die Heinrichs Sohn Otto I. im Jahr 967 mit Papst Johannes XIII. auf der Synode von Ravenna führte, wurde auch die Besetzung der Magdeburger Suffraganbistümer Merseburg, Zeitz und Meißen beschlossen. Die Bedeutung des Bistums Meißen muss auch im Zusammenhang mit der Christianisierung in den Herzogtümern Böhmen und Polen und deren Verbindungen zum Heiligen Römischen Reich bewertet werden.
Laut einem Schreiben Ottos I., das der erste Magdeburger Erzbischof Adalbert 968 dem sächsischen Adel vorlegte, beabsichtigte der König selbst den Merseburger Bischof zu ernennen, mit der Besetzung der Bischofsstühle Zeitz und Meißen wurde Adalbert bevollmächtigt.
Burchards Wahl zum Bischof von Meißen zeigte, dass er sowohl das Vertrauen des Erzbischofs von Magdeburg als auch des lokalen Adels besaß. Außerdem verfügte Burchard neben seinen Erfahrungen in der Missionierung der Slawen auch slawische Sprach- und Ortskenntnisse. Es wird angenommen, dass seine geistliche Karriere ähnlich wie der Werdegang des Erzbischofs Adalbert von Magdeburg verlief: Mönch im Westen des Reichs, Urkundenschreiber, Mitglied der königlichen Hofkapelle und Vertrauter hochrangiger weltlicher und geistlicher Würdenträger, möglicherweise war Burchard auch Abt eines Klosters. Das heißt, dass Burchard die Anforderungen für die Ausübung eines Bischofsamtes erfüllt hatte.
Während der Weihnachtstage des Jahres 968 wurde Burchard durch den Erzbischof von Magdeburg geweiht und in sein Amt eingeführt. Hervorzuheben ist: Neben Johannes wurde die Meißner Kathedralkirche auch dem heiligen Donatus von Arezzo geweiht. Möglich ist, dass Burchard ihn während eines Aufenthaltes in Italien „entdeckte“ und ihn zum Schutzheiligen für das neue Bistum erkor. Ebenso möglich ist, dass die Meißner Markgrafen den Heiligen im Gefolge Ottos I. in Italien kennenlernten.
Der erste Bischof von Meißen musste schwierige Aufgaben wie den repräsentativen Ausbau des Bischofssitzes und die Verbesserung der finanziellen Einnahmen für den Klerus des Bistums bewältigen. Ein Hinweis auf das zukunftsträchtige Bistum Meißen ist, dass Burchards Nachfolger Volkold eine Vertrauensstellung beim König genoss und vor seinem Amtsantritt Erzieher Kaiser Ottos II. sowie von Willigis, des späteren Erzbischofs von Mainz war. Der Eintrag im Merseburger Totenbuch zum 25. September 969 („Burhardus episcopus obiit“) wird auf Burchard bezogen, dessen Begräbnisstätte unbekannt ist. Sein Nachfolger Volkold ist als Bischof von Meißen 970/971 urkundlich nachgewiesen.